# Předměřice nad Labem
Předměřice nad Labem (deutsch Predmeritz an der Elbe) ist eine Gemeinde in Tschechien. Sie liegt fünf Kilometer nördlich des Stadtzentrums an der Stadtgrenze von Hradec Králové und gehört zum Okres Hradec Králové.

## Geographie
Předměřice nad Labem befindet sich am rechten Ufer der Elbe auf der Ostböhmischen Tafel. Durch das Dorf fließt der Bach Lužina. Nordöstlich von Předměřice nad Labem wird der Labský náhon (Elbgraben) aus der Elbe abgeleitet. Östlich liegt der Baggersee Správčák, dahinter der Flugplatz Hradec Králové. Durch Předměřice führt die Bahnstrecke Pardubice–Liberec, am westlichen Ortsrand verläuft die Staatsstraße 33/E 67 von Hradec Králové nach Smiřice.

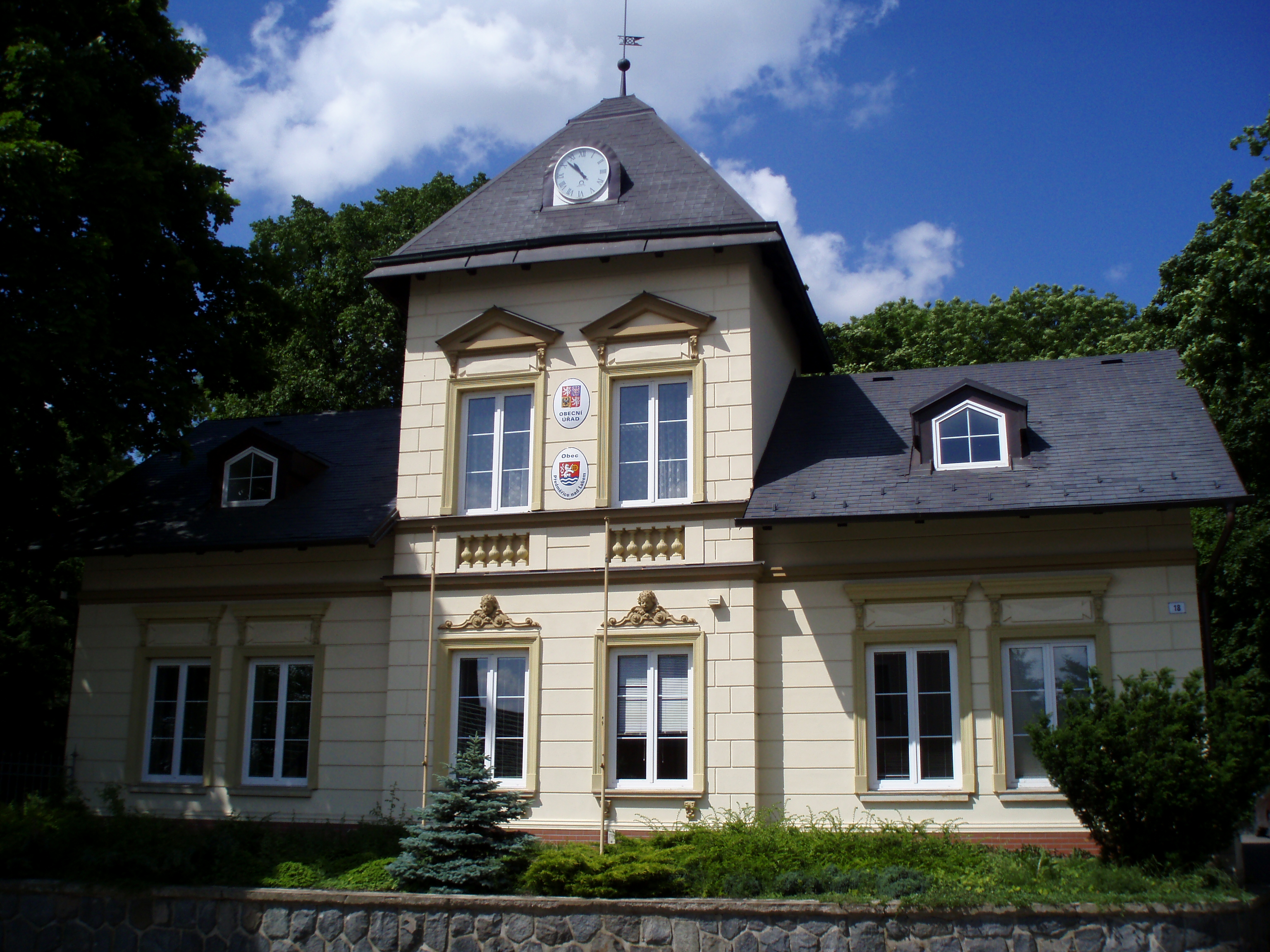
Gemeindeamt

Nachbarorte sind Lochenice im Norden, Skalička im Nordosten, Rusek und Správčice im Osten, Pouchov im Südosten, Kydlinov, Plácky und Plotiště nad Labem im Süden, Bříza im Südwesten, Světí im Westen sowie Neděliště im Nordwesten.

## Geschichte
Die erste Erwähnung von Předměřice erfolgte 1376. 1586 war das Dorf zusammen mit Lochenice von einer Pestepidemie betroffen.
Im Jahre 1836 bestand das im Königgrätzer Kreis gelegene Dorf Předmeřitz aus 113 Häusern mit 663 Einwohnern. Im Ort gab es ein Wirtshaus und drei Mühlen. Die Alte Mühle mit einer Brettsäge sowie die Neue Mühle lagen am Abzweig des Elbgrabens von der Elbe, die Budiner Mühle unterhalb davon am Graben. Pfarrort war Lochenitz. Bis zur Mitte des 19. Jahrhunderts blieb das Dorf der k.k. Herrschaft Königgrätz untertänig.
Nach der Aufhebung der Patrimonialherrschaften bildete Předměřice ab 1850 eine Gemeinde im Gerichtsbezirk Königgrätz. 1856 wurde die Eisenbahnstrecke westlich des Dorfes errichtet und am 3. Oktober 1857 fuhr der erste Zug von Pardubitz nach Reichenberg. Während des Deutschen Krieges erlitt das Dorf Schäden durch das Militär. Am 3. Juli 1866 fand wenige Kilometer westlich am Chlum und Svíb die Schlacht bei Königgrätz statt. Ab 1868 gehörte das Dorf zum Bezirk Königgrätz. 1871 erfolgte die Gründung der „Vereinigten bäuerlichen Zuckerfabrik Predmeritz“, deren 59 m hoher achteckiger Schornstein das Dorf überragte. 1913 wurde in der Elbe ein Wehr mit Wärterhaus im kubistischen Stil nach den Plänen des Baumeisters Pavel Janák errichtet, das 1932 durch das Frühjahrshochwasser der Elbe zerstört wurde. Seit 1919 trägt der Ort zur Unterscheidung von einer gleichnamigen Gemeinde den amtlichen Namenszusatz „nad Labem“. Zwischen 1915 und 1925 erfolgte eine Flussregulierung der Elbe. 1948 wurde die Zuckerfabrik verstaatlicht. Von 1949 bis 1960 war die Gemeinde dem Okres Hradec Králové-okolí zugeordnet. Seit dem 1. Januar 1961 gehört sie wieder zum Okres Hradec Králové. Im Jahre 1998 stellte die Zuckerfabrik die Produktion ein.

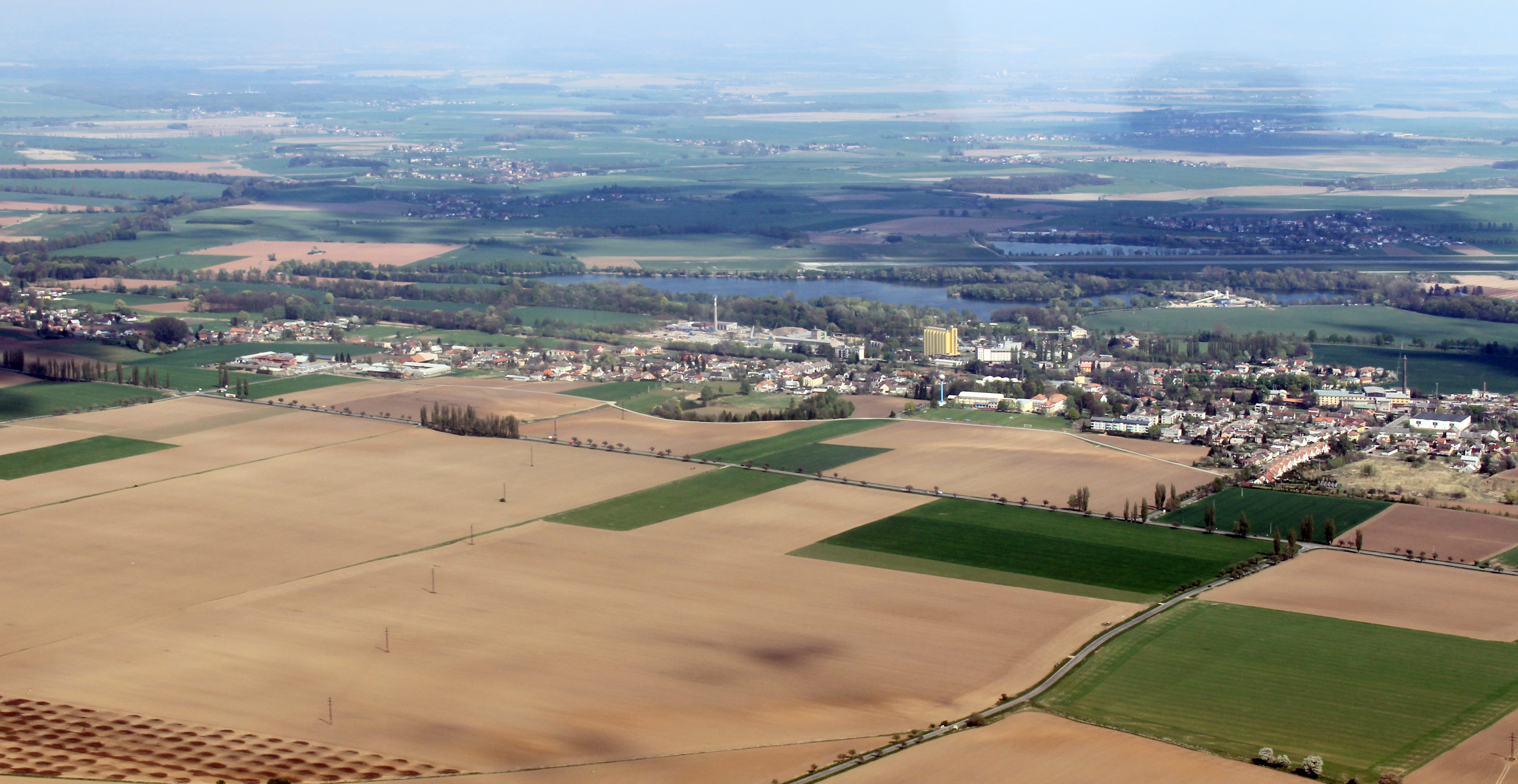
Luftbild

## Sehenswürdigkeiten
- Mühle Budín
- Wasserkraftwerk an der Elbe
- Obeliskförmiger Bildstock aus dem Jahre 1576